# Simon Gerber
Pour les articles homonymes, voir Gerber.

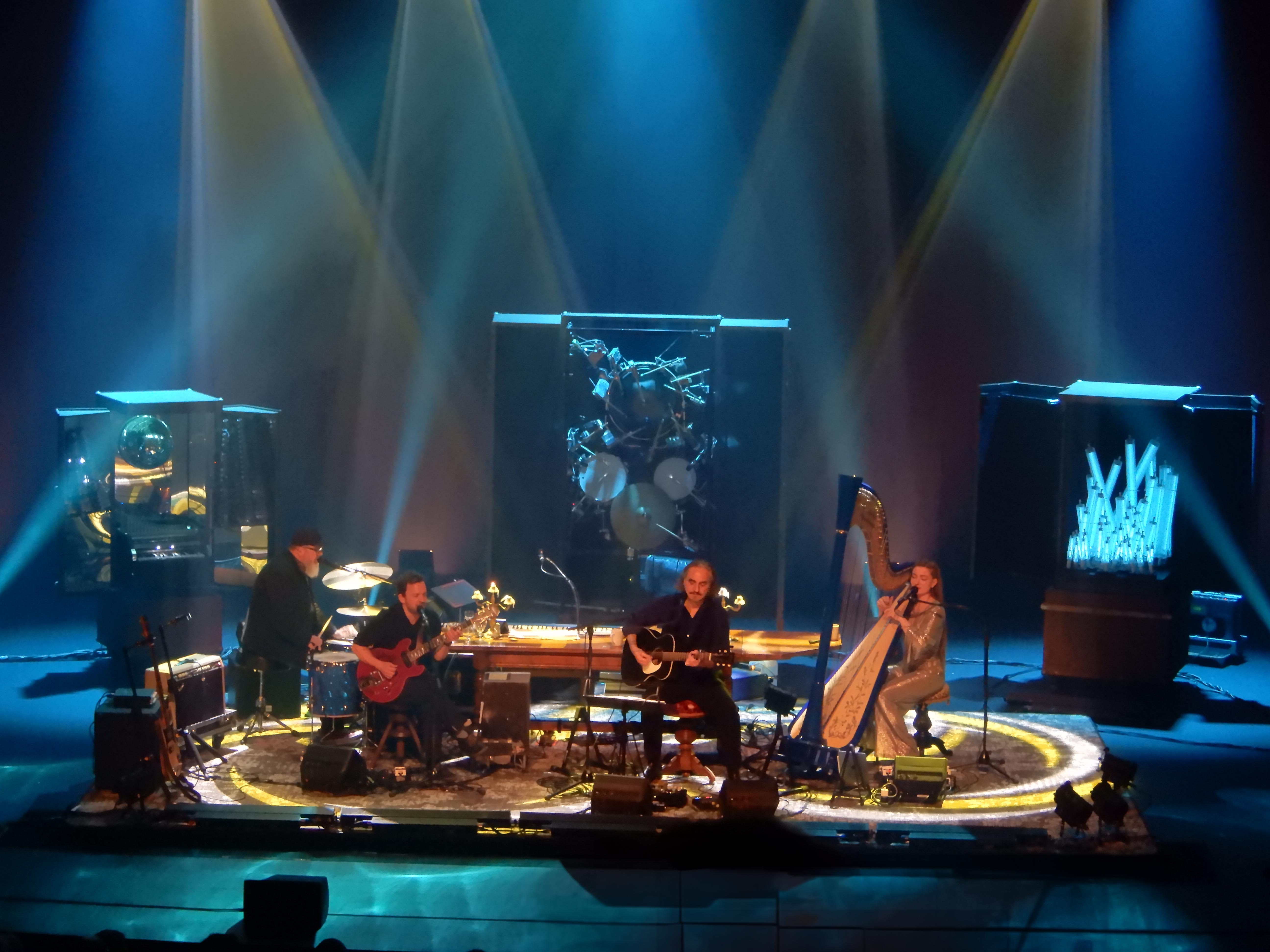
Simon Gerber avec Stephan Eicher, samedi 23 mars 2024 à Vitré

Simon Gerber est un musicien suisse né à Bienne (Suisse) en 1977.

## Biographie
Après avoir passé son enfance à Tramelan, il est, dès 1991, chanteur, guitariste et bassiste dans des formations rock et compose ses premières chansons en français et en anglais. 
En 1993, il suit une formation d'instituteur à l'École normale de Bienne qu'il abandonne en 1996 pour suivre les cours des classes professionnelles de la Montreux Jazz School jusqu'en 1999.
Il est ensuite sideman dans des formations allant du jazz traditionnel au free-jazz, de la musique électronique expérimentale au rock alternatif.

## Carrière musicale
Il collabore avec notamment Sophie Hunger, Evelinn Trouble, Billie Bird, Stephan Eicher, Félicien Lia, Sarclo, Bel Hubert, etc. et travaille sur la composition et interprétation de la musique de plusieurs pièces de théâtre.
À la suite du prix "nouvelles scènes" 2001, il part en tournée avec Sarclo et crée avec lui et Le bel Hubert la "Gym hommes de Sonceboz" et le spectacle "Quinzaine du blanc chez les trois Suisses".
Sa discographie comprend "Simon Gerber" (2002), "À cinq heures de la mer" (2004), "Dans ton lit" (2006) et "Vent d'Est" (2014). Il produit également un disque pour Sarclo en 2006 et deux pour Lole.
De 2009 à 2019, il a été le bassiste de Sophie Hunger.
Depuis 2020, il est le bassiste de Stephan Eicher.
Depuis 2017, avec sa complice musicale de longue date Sophie Noir, et Claude Kamber, ils forment le goupe « Noir & Gerber ».